# AOA
AOA (en hangul, 에이오에이; romanización revisada, Eioei, katakana: エイオーエイ ; acrónimo de Ace of Angels) fue un girl group surcoreano formado por FNC Entertainment en 2012. Inicialmente, AOA debutó como un girl group de ocho integrantes compuesto por: Choa, Yuna, Youkyung, Hyejeong, Mina, Jimin, Seolhyun y Chanmi. Sin embargo, más tarde, AOA está promocionando como un grupo de tres miembros después de las salidas de Youkyung (AOA Black), Choa, Mina, Jimin y Yuna. El grupo debutó oficialmente el 9 de agosto de 2012, en M! Countdown con «Elvis».
El 15 de octubre de 2016, FNC Entertainment emitió un comunicado oficial anunciando la salida de Youkyung del grupo, luego de la rescisión de su contrato.
El 11 de marzo de 2017, AOA celebró su primer concierto en solitario en Corea, Ace of Angels, en el Olympic Hall de Seúl. El 30 de junio del mismo año, FNC confirmó la salida de Choa del grupo.
En 2019, Mina abandonó el grupo para perseguir su carrera de actriz. En 2020, Jimin abandonó el grupo tras las acusaciones de bullying hechas por Mina. Yuna y Chan Mi dejaron el grupo en 2021 y 2024, respectivamente tras la expiración de sus contratos con FNC Entertainment. 
El grupo tuvo éxito en todo el país en 2014, tras tener una serie de éxitos que las estableció como uno de los principales grupos de chicas de su época. "Heart Attack" debutó en el primer puesto de varias listas musicales tras su lanzamiento, convirtiéndose en una de las canciones más descargadas del 2015 y en uno de los sencillos que más tiempo estuvieron posicionados en la lista Melon Top 100.
Entre las canciones más exitosas del grupo se encuentran "Miniskirt", "Short Hair", "Like a Cat", "Heart Attack", "Give Me the Love", "Good Luck", "Excuse Me" y "Bingle Bangle".

## Historia

### 2012-2013:Angel's Story,Wanna Be,MoyayRed Motion
Las ocho miembros fueron presentadas individualmente a través de fotos teaser del 16 al 23 de julio (en orden: Seolhyun, Choa, Hyejeong, Chanmi, Yuna, Mina, Jimin y Youkyoung).
AOA comenzó con un concepto «aleatorio», donde AOA aparecería alternativamente como una banda (con integrantes tocando instrumentos) o como un grupo de baile. Explicando el concepto de su debut, FNC reveló que siete miembros son «ángeles»: Seolhyunari (Seolhyun), Choaya (Choa), Hyejeong.Linus (Hyejeong), Chanmi T.T (Chanmi), Yunaria (Yuna), Minaring (Mina), y la líder Jiminel (Jimin), mientras que Youkyoung (o «Y») aparece como una mitad ángel y mitad humana, ya que solo es miembro cuando el grupo se promociona como banda. Es por eso que AOA se llaman a sí mismas un grupo «7+1». «Angel's Story» se filtró el 28 de julio, dos días antes del lanzamiento oficial. El 30 de julio, se lanzó el videoclip de la canción principal «Elvis». AOA debutó el 9 de agosto en M! Countdown y luego en Music Bank el 10 de agosto. Sin embargo, la canción no fue un éxito.
FNC confirmó que el grupo haría su regreso con un segundo sencillo en CD Wanna Be el 10 de octubre, la portada del álbum se lanzó junto con el anuncio; la portada del álbum representaba a las ocho miembros como diferentes personajes de ficción. Hyejeong, Jimin, Choa, Yuna, Chanmi, Mina, Seolhyun y Youkyung se vestieron como personajes los de Kill Bill, Léon, Legalmente rubia, Tomb Raider, Harry Potter, Desayuno en Tiffany's, Romeo y Julieta, y El quinto elemento respectivamente. En la segunda mitad de 2012, se confirmó que la subunidad del grupo, AOA Black, actuaría en un escenario en la primera semana de promociones de «Get Out». AOA Black hizo su aparición por primera vez el 10 de octubre en Music Triangle de KM e interpretó «Get Out» como una banda por primera vez. La banda hizo su segunda aparición el 12 de octubre en Music Bank.[cita requerida]
El 11 de julio de 2013, se anunció que AOA Black volvería con su tercer sencillo en CD titulado MOYA. El tercer álbum y el vídeo musical de «MOYA» se lanzaron el 26 de julio y AOA Black tuvo su primera presentación de regreso en Music Bank ese mismo día. El 9 de octubre, se lanzó el videoclip de «Confused». El single album, Red Motion, fue lanzado el 13 de octubre, junto con un dance version.

### 2014-2015:Miniskirt,Short Hair,Like a Caty más lanzamientos
El 16 de enero, AOA regresó con otro concepto sexy y lanzó su quinto single album, junto con el videoclip de «Miniskirt», producido por Brave Brothers, ElephantKingdom y Galactika. Con esa exitosa canción, AOA logró un éxito inmenso. El 9 de febrero, AOA celebró su primera victoria en el programa de música Inkigayo con «Miniskirt». AOA lanzó el sencillo, «Short Hair» en su primer miniálbum el 19 de junio. El álbum ocupó el primer lugar en diferentes listas musicales y también encabezó la lista de M! Countdown en julio del mismo año. El videoclip de la canción se posicionó el octavo lugar de «Los vídeos de K-pop más vistos alrededor del mundo» de Billboard en junio. AOA interpretó la canción de Girls' Generation «Mr.Mr.», junto con los grupos Bestie y Girl's Day, para un especial de mitad de año de Music Bank el 27 de junio.

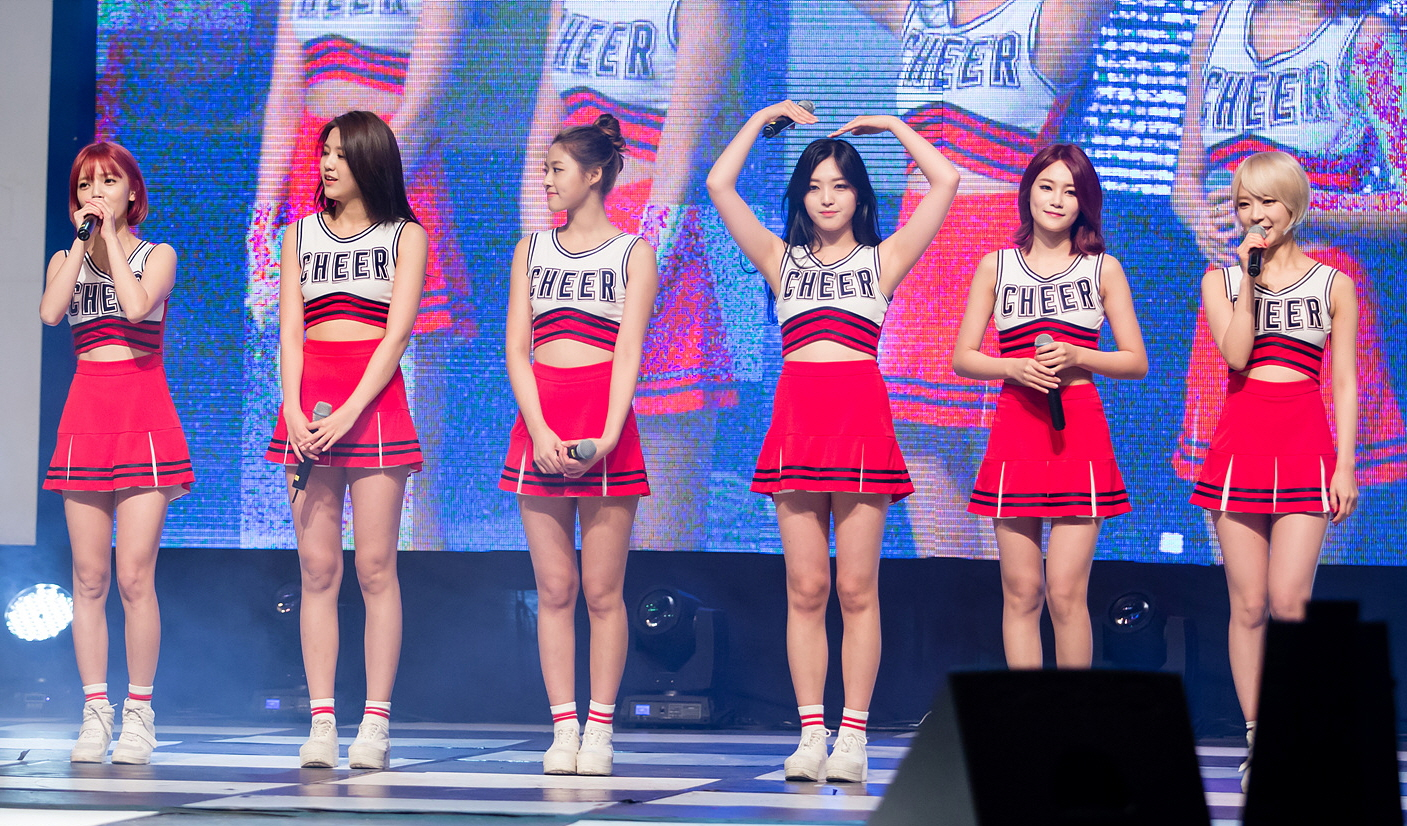
AOA en Kyungbok University Festival, el 17 de octubre de 2014.

El 11 de noviembre de 2014, el grupo lanzó su segundo miniálbum, Like a Cat. El 19 de noviembre, AOA obtuvo su segunda victoria en Show Champion con la canción «Like A Cat». AOA lanzó una versión japonesa de «Like a Cat» el 25 de febrero de 2015; el sencillo también contiene las versiones japonesas de «Elvis» y «Just the Two of Us». El 2 de febrero, FNC lanzó el videoclip de la versión corta de «Like a Cat», y ocupó el primer puesto en Gayp!, una lista semanal de visualizaciones. Like a Cat se ubicó en el sexto lugar de Oricon Daily Chart y la primera posición en Tower Records Shibuya en el primer día de su lanzamiento; luego se clasificó en el tercer puesto de Oricon Daily Chart.
El primer reality show de AOA, Open Up! AOA, se estrenó el 26 de febrero en el portal Naver. La serie consistió de diez episodios, cada uno de diez minutos de duración, y se emitió todos los jueves. Las ocho miembros, incluyendo a la baterista Youkyung, estaban en el programa. AOA comenzó a filmar su nuevo espectáculo de variedades con MBC Music llamado AOA One Fine Day en Isla de los Monos Nanwan, Hainan, China el 7 de abril de 2015. One Fine Day comenzó a transmitirse el 13 de junio de 2015.
El 2 de junio de 2015, AOA confirmó su regreso a mediados de junio con el lanzamiento del EP Heart Attack, el escaparate de regreso se llevó a cabo el 22 de junio de 2015 en AX-Hall, Seúl. En agosto de 2015, el grupo hizo sus primeras apariciones en los Estados Unidos actuando en la KCON en Los Ángeles el 2 de agosto y en Nueva York el 8 de agosto. En el mismo mes, se reveló que AOA haría su regreso en Japón con un álbum de estudio, siendo su primer disco de larga de duración en ser lanzado, presentando ocho de sus sencillos japoneses previamente publicados y tres nuevas canciones, incluyendo el sencillo principal, «Oh Boy». El álbum fue lanzado más tarde el 14 de octubre de 2015.

### 2016-2017:Good Luck,Runwayy salidas de Youkyung y Choa
El 1 de enero, se anunció que AOA estaría de regreso en la primera mitad del año, y que AOA Black también lanzaría nueva música. El 27 de enero, FNC dijo en una entrevista que «Chanmi, Hyejeong y Yuna promoverán como un sub-grupo. Están planeado lanzar una nueva canción en febrero. Pedimos mucha anticipación.» El 31 de enero anunciaron que la nueva subunidad se llamaría AOA Cream y que debutarían el 12 de febrero. Al día siguiente, publicaron los avances en su página oficial. El sencillo debut, «I'm Jelly Baby», fue compuesto por Black Eyed Pilseung.[cita requerida]

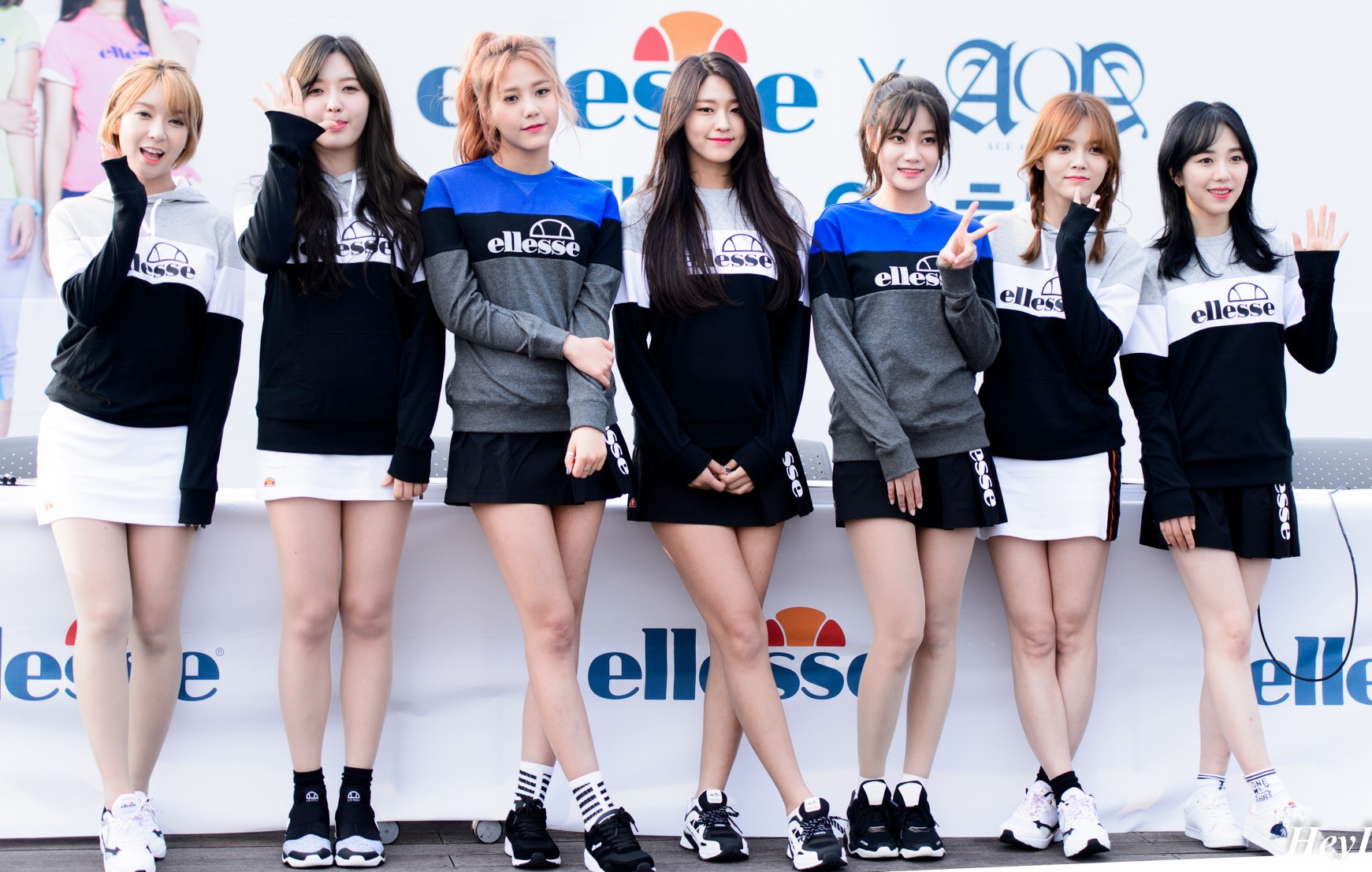
AOA en un evento de firmas, el 8 de abril de 2016.

El 12 de abril, AOA realizó su segundo programa de televisión, Channel AOA, que es un programa que deja ver a las integrantes presentando sus propios shows, los shows se transmitieron en vivo y luego se repitieron al día siguiente. FNC Entertainment anunció el 1 de mayo que AOA lanzaría su cuarto miniálbum, Good Luck, el día 16 del mismo mes. El 8 y 9 de agosto, las integrantes de AOA, incluida Youkyung, publicaron nueve fotos con un mensaje, cada imagen es una parte del mensaje a los Elvis, el fanclub de AOA, en un papel en sus respectivas cuentas de Instagram para celebrar su cuarto aniversario. También sorprendieron a sus admiradores al lanzar el making film de «Cherry Pop».
El 15 de octubre de 2016, se anunció que Youkyung había dejado la agencia y el grupo después de que su contrato llegara a su fin, pero sería una integrante invitada en cualquier actividad futura de AOA Black. Poco después Jimin publicó una foto de las ocho integrantes en Instagram con un comentario que decía «AOA». El 29 de noviembre de 2016, FNC Entertainment anunció oficialmente que AOA se estaba preparando para su regreso con un álbum de estudio en invierno. Más tarde, Jimin le dijo a los Elvis que fueran pacientes, ya que incluiría una canción para ellos.[cita requerida]
AOA lanzó su primer álbum de estudio coreano titulado Angel's Knock con dos sencillos titulados, «Excuse Me» y «Bing Bing», el 2 de enero de 2017 a través de sitios web. Varios teasers fueron revelados desde el 21 de diciembre de 2016 hasta el 1 de enero de 2017 a través de una página web especial diseñada para el grupo y varias redes sociales.
El 22 de junio, Choa anunció su partida del grupo. FNC Entertainment luego negó la declaración. El 30 de junio, confirmaron que Choa había abandonado el grupo. En noviembre, AOA asistió a un evento en Icheon, donde fueron nombradas embajadoras de buena voluntad para los Juegos Olímpicos de Pyeongchang 2018.

### 2018-2019:Bingle Bangley salida de Mina
El 16 de abril, FNC Entertainment confirmó que AOA haría su regreso como grupo de seis integrantes en mayo de 2018. Más tarde, la agencia anunció a principios de mayo que AOA volvería con su quinto EP, Bingle Bangle el 28 de mayo de 2018.
El 13 de mayo de 2019, Mina abandonó AOA luego de decidir no renovar su contrato con FNC Entertainment.
En agosto de 2019, AOA se unió al reality show de supervivencia Queendom, en el cual seis artistas femeninos de K-Pop compitieron en una serie de presentaciones preliminares, para luego lanzar una canción final el mismo día para ganar el primer puesto. El programa comenzó a emitirse el 29 de agosto, y, tras el estreno, AOA recibió una crítica positiva y atención amplia por su presentación en el show. Su versión de "Egotistic" de Mamamoo se hizo tendencia en Naver tras su interpretación, y su lanzamiento digital se posicionó en las listas musicales coreanas. El 25 de octubre, las seis concursantes de Queendom lanzaron sus canciones finales en los servicios digitales de streaming. AOA lanzó "Sorry", el cual sería su primer lanzamiento oficial con cinco miembros.
AOA lanzó su sexto miniálbum New Moon, con su pista principal "Come See Me", el 26 de noviembre.

### 2020-2021: Escándalo de bullying y salida de Jimin y Yuna
A principios de julio de 2020, la antigua miembro Mina hizo una serie de publicaciones en Instagram en los cuales alegaba que Jimin le hizo bullying durante diez años, llevándola al punto de autolesionarse e intentar suicidarse. Tras las acusaciones, tanto FNC Entertainment como Jimin emitieron disculpas a Mina. El 4 de julio, Jimin dejó el grupo y la industria del entretenimiento completamente y se retiró debido al escándalo.
El 1 de enero de 2021, FNC Entertainment anunció que el contrato de Yuna expiró, y que dejaría la compañía.
El 12 de mayo, FNC Entertainment eliminó el contenido sobre AOA Cream de su página oficial, junto con el perfil oficial de la antigua miembro Jimin.

### 2022-2024: Salida de Seolhyun, Hyejeong y Chanmi y disolución del grupo
El 20 de octubre de 2022 se anunció que Seolhyun dejaría FNC Entertainment después de 10 años.
El 15 de marzo de 2023 se anunció que Hyejeong firmó un contrato exclusivo con TH Company.
A principios de 2024, Chanmi, que era la única integrante que quedaba, anunció su salida del grupo y la disolución del mismo. Actualmente, Chanmi sigue bajo FNC Entertainment.

## Miembros
| Integrantes      | Integrantes      | Integrantes          | Integrantes          | Integrantes                        | Integrantes            |
| Nombre artístico | Nombre artístico | Nombre de nacimiento | Nombre de nacimiento | Fecha de nacimiento                | Lugar de nacimiento    |
| Romanización     | Hangul           | Romanización         | Hangul               | Fecha de nacimiento                | Lugar de nacimiento    |
| Exintegrantes    | Exintegrantes    | Exintegrantes        | Exintegrantes        | Exintegrantes                      | Exintegrantes          |
| ---------------- | ---------------- | -------------------- | -------------------- | ---------------------------------- | ---------------------- |
| Choa             | 초아             | Park Cho-a           | 박초아               | 6 de marzo de 1990 (35 años)       | Incheon, Corea del Sur |
| Jimin            | 지민             | Shin Ji-min          | 신지민               | 8 de enero de 1991 (34 años)       | Seúl, Corea del Sur    |
| Yuna             | 유나             | Seo Yu-na            | 서유나               | 30 de diciembre de 1992 (32 años)  | Busan, Corea del Sur   |
| Youkyung         | 유경             | Seo You-kyung        | 서유경               | 15 de marzo de 1993 (32 años)      | Seúl, Corea del Sur    |
| Hyejeong         | 혜정             | Shin Hye-jeong       | 신혜정               | 10 de agosto de 1993 (31 años)     | Seúl, Corea del Sur    |
| Mina             | 민아             | Kwon Min-ah          | 권민아               | 21 de septiembre de 1993 (31 años) | Busan Corea del Sur    |
| Seolhyun         | 설현             | Kim Seol-hyun        | 김설현               | 3 de enero de 1995 (30 años)       | Bucheon, Corea del Sur |
| Chanmi           | 찬미             | Kim Chan-mi          | 김찬미               | 19 de junio de 1996 (28 años)      | Gumi, Corea del Sur    |

## Controversias

### Escándalo de bullying
El 3 de julio de 2020, a través de su cuenta de Instagram, Mina reveló que atentó contra su vida debido a la situación que vivió durante su tiempo en AOA. Ella contó que sufrió intimidación y bullying por parte de Jimin, debido a que su estado de ánimo no era el mejor mientras su padre estaba internado por cáncer, pero que su compañera de trabajo la regañaba por arruinar el ambiente y la encerró en un armario mientras lloraba. Jimin respondió a las acusaciones de Kwon Min Ah en sus historias de Instagram con una foto en negro con la palabra "소설" que significa "ficción", a lo que Mina le respondió "¿Ficción? Es demasiado escalofriante como para decir que es ficción."
Horas más tarde, Mina compartió en Instagram que Jimin y el resto de las integrantes de AOA junto a su mánager fueron a visitarla a su casa. donde Jimin se disculpó con ella. En la misma publicación, Mina declaró que sintió que sus disculpas no eran sinceras, y que empezaría a buscar tratamiento para su estado de salud mental. Al otro día, Jimin publicó disculpas públicas a Mina en su Instagram. Ella dijo que le faltaban competencias para desarrollarse como líder, se arrepiente de todo y se siente culpable por lo que hizo. Mina contestó a las disculpas alegando que Jimin estaba mintiendo, y reveló que la miembro habría llevado hombres al dormitorio del grupo para mantener relaciones sexuales.
El 4 de julio de 2020, FNC Entertainment lanzó un comunicado, diciendo que Jimin ha decidido dejar AOA y todas sus actividades en la industria del entretenimiento. También aceptaron la responsabilidad en la situación.
El 8 de agosto, Mina hizo una publicación en Instagram, en la cual figuraban sus autolesiones, junto con una aparente nota de suicidio, en la cual le deseaba una buena vida a Jimin, Seol-hyun y al CEO de FNC Entertainemnt, Han Sung-Ho, y reveló que su empresa no le respondió nada al respecto de una deuda con la compañía. Mina más tarde fue llevada al hospital en condiciones de vida no alarmantes.

## Discografía
| Álbum de estudio - 2017: Angel's Knock Miniálbum / EP - 2014: Short Hair - 2014: Like a Cat - 2015: Heart Attack - 2016: Good Luck - 2018: Bingle Bangle - 2019: NEW MOON | Álbum de estudio - 2015: Ace of Angels - 2016: Runway Sencillos - 2014: «Miniskirt» - 2015: «Like a Cat» - 2015: «Heart Attack» - 2016: «Give Me the Love» (con Takanori Nishikawa) - 2016: «Good Luck» |

## Filmografía

### Programas de telerrealidad
| Año  | Cadena    | Título             | Notas                          |
| ---- | --------- | ------------------ | ------------------------------ |
| 2013 | tvN       | Cheongdam-dong 111 | Reality show de FNC            |
| 2015 | Naver     | Open-up! AOA       | Primer reality show web de AOA |
| 2015 | MBCevery1 | AOA – One Fine Day | Primer reality show de AOA     |
| 2016 | Onstyle   | Channel AOA        | Segundo reality show de AOA    |

### Programas de variedades
| Año              | Título                     | Participante     | Notas                                                    |
| ---------------- | -------------------------- | ---------------- | -------------------------------------------------------- |
| 2018             | Pajama Friends             | Seolhyun         | (ep. #12-13) - invitada especial                         |
| 2018             | Knowing Bros               | Seolhyun y Jimin | invitadas                                                |
| 2018             | King of Mask Singer        | Yuna             | (ep. #177-178) - concursó como "Great Score"             |
| 2018             | King of Mask Singer        | Hyejeong         | (ep. #59) - concursó como "Carp Lady"                    |
| 2015             | King of Mask Singer        | Choa             | (ep. #25-26) - concursó como "Omae, Full Autumn Foliage" |
| 2016             | Law of the Jungle in Tonga | Seolhyun         | (ep. # 208-211) - miembro                                |
| 2014, 2015, 2016 | Running Man                | Seolhyun         | (ep. #201, #255, #278-279 y #293) - invitada             |
| 2014, 2015       | 2 Days & 1 Night           | Seolhyun         | (ep . #349 y #417) - invitada                            |